# Карл фон Кастел-Кастел
Фридрих Карл Вилхелм Ернст фон Кастел-Кастел (на немски: Carl zu Castell-Castell; Friedrich Carl Wilhelm Ernst zu Castell-Castell; * 23 май 1826 в Кастел; † 2 януари 1886 в Кастел) от род Кастел е граф и господар на графството Кастел-Кастел.

## Произход
Той е син на граф Фридрих Лудвиг Хайнрих фон Кастел-Кастел (1791 – 1875) и съпругата му принцеса Емилия Фридерика Кристиана фон Хоенлое-Лангенбург (1793 – 1859), дъщеря на 3. княз Карл Лудвиг фон Хоенлое-Лангенбург (1762 – 1825) и графиня Амалия Хенриета Шарлота фон Золмс-Барут (1768 – 1847). Внук е на граф Албрехт Фридрих Карл фон Кастел-Кастел (1766 – 1810) и принцеса София Амалия Шарлота фон Льовенщайн-Вертхайм-Вирнебург (1771 – 1823). Най-малкият му брат е граф Густав фон Кастел-Кастел (1829 – 1910).
Карл фон Кастел-Кастел умира на 59 години на 2 януари 1886 г. в Кастел.

## Фамилия
Фридрих Карл фон Кастел-Кастел се жени на 23 септември 1856 г. в Асенхайм за графиня Емма фон Золмс-Рьоделхайм-Асенхайм (* 19 август 1831, Асенхайм; † 2 юни 1904, Кастел), дъщеря на граф Карл Фридрих Лудвиг Кристиан Фердинанд фон Золмс-Рьоделхайм-Асенхайм (1790 – 1844) и графиня Луиза Амалия фон Ербах-Шьонберг (1795 – 1875). Те имат седем деца:
- Емилия Амалия Йохана Берта Елиза Агнес (* 21 юни 1857, Кастел; † 26 септември 1893)
- Агнес Ида Аделхайд Клотилда (* 21 август 1858, Кастел; † 20 януари 1938, Кастел)
- Клотилда Мария (* 16 февруари 1860, Кастел; † 11 юни 1906, Кастел)
- Амалия Шарлота (* 15 май 1862, Кастел; † 24 юни 1927, Кастел)
- Фридрих Карл фон Кастел-Кастел (* 22 юли 1864, Кастел; † 3 януари 1923, Мюнхен), граф и господар на Кастел-Кастел, от 1901 г. 1. княз на Кастел-Кастел, племенен господар на Кралство Бавария, женен на 26 юни 1895 г. в Мерзебург за графиня Гертруд фон Щолберг-Вернигероде (* 5 януари 1872; † 29 август 1924)
- Жени (* 22 юни 1866, Кастел; † 24 февруари 1923, Франкфурт на Майн), женен в Кастел на 25 юли 1907 г. за граф Франц фон Золмс-Рьоделхайм-Асенхайм (* 15 декември 1864; † 9 февруари 1923), син на чичо ѝ граф Максимилиан фон Золмс-Рьоделхайм-Асенхайм (1826 – 1892) и графиня Текла фон Золмс-Лаубах (1835 – 1892), и внук на Карл Фридрих Лудвиг Кристиан Фердинанд фон Золмс-Рьоделхайм-Асенхайм (1790 – 1844) и графиня Луиза Амалия фон Ербах-Шьонберг (1795 – 1875).
- Ото Фридрих фон Кастел-Кастел (* 12 май 1868, Кастел; † 8 юли 1939, Хохбург при Айч, Австрия), женен в Лангенцел на 5 октомври 1903 г. за принцеса Амелия фон Льовенщайн-Вертхайм-Фройденберг (* 24 юни 1883; † 23 септември 1978), дъщеря на принц Алфред фон Льовенщайн-Вертхайм-Фройденберг (1855 – 1925)